# گولار اسپریت
گولار اسپریت (به انگلیسی: Golar Spirit) یک کشتی است که طول آن ۲۸۹٫۰۱ متر (۹۴۸ فوت ۲ اینچ) می‌باشد. این کشتی در سال ۱۹۸۱ ساخته شد.